# Crenicichla albopunctata
Crenicichla albopunctata är en fiskart som beskrevs av Pellegrin, 1904. Crenicichla albopunctata ingår i släktet Crenicichla och familjen Cichlidae. Inga underarter finns listade i Catalogue of Life.